# Boarmia attenta
Boarmia attenta là một loài bướm đêm trong họ Geometridae.